# Cordia bogotensis
Cordia bogotensis är en strävbladig växtart som beskrevs av George Bentham. Cordia bogotensis ingår i släktet Cordia, och familjen strävbladiga växter. Inga underarter finns listade i Catalogue of Life.